# Українська жіноча учительська семінарія сестер Василіянок
Українська жіноча учительська семінарія сестер Василіянок — колишній навчальний заклад Сестер Чину Святого Василія Великого у місті Дрогобичі, який діяв з 1920 до 1936 року в будівлі, де нині знаходиться Дрогобицький музичний фаховий коледж імені Василя Барвінського.

## Історія
Семінарію було відкрито 1 жовтня 1920 року в приміщенні монастиря Сестер Чину Святого Василія Великого на вул. Конарського (нині вул. Музична, 3), яке було побудоване на початку ХХ ст. Семінарія була утраквістична (двомовна), відповідно до закону Польської Республіки «Lex Grabski». У семінарії було бов'язково використовувати польську термінологію на уроках математики та природознавства, а головні предмети: історія, географія, наука про сучасну Польщу та педагогічні дисципліни — викладалися тільки польською мовами.
Навчальня проходило у семи кабінетах. У семінарії була велика бібліотека (понад 1470 примірників у 1932 році), ремісничі майстерні, зал для руханки (занять спортом), фруктовий сад, діяв хор під орудою о. Северина Сапруна, театральний та спортивний гуртки.
У семінарії в середньому навчалося 70–120 учениць щороку. Так, у 1920/21 навчальному році навчалося 79 семінаристок, в 1922/23 — 99, у 1924/25 — 117, в 1925/26 — 88, у 1927/28 — 105, в 1929/30 — 69, у 1932/33 — 74 семінаристки.
Більшість семінаросток належала до греко-католицького обряду, хоча траплялися семінаристки инших віросповідань. За національною приналежністю серед семінаристок переважали українки, хоча траплялися єврейки та польки. Більшість семінаристок була з Дрогобича, а для дівчат з-поза міста в монастирі було облаштовано бурсу–"інститут". Семінаристки носили однострій, який був однаковий для усіх семінаристок тогочасної Польщі.
У семінарії навчалися дівчата віком від 14 – 15 років (І курс) до 19 – 20 років (V курс).
Навчання у семінарії було платне, становило 540 злотих на рік, у жіночій учительській семінарії Польське педагогічне товариство в Дрогобичі плата становила 660 злотих на рік. Випускниці семінарії працювали вчительками, виховательками у дитячих садках, а також в усіляких українських інституціях, приватних канцеляріях, помічницями лікарів та адвокатів.
Першим директором став вчитель релігії з державної гімназії імені Владислава Ягайла о. Полієвкт Кміт. Директор семінарії відповідав тільки за навчальну частину, виховательками та адміністраторками були сестри Василіянки.
У 1920/21 навчальному році, окрім директора семінарії о. Полієвкта Кміта (який вклада педагогіку та релігію), у семінарії викладали:
- Осипа Ольшанська (методика, природознавство, хімія і мінералогія)
- Єфрозина-Емілія Тимочків (рисунки, ручні роботи, каліграфія)
- Антін Собчук (математика)
- Володимир Чапельський (соматологія та гігієна)
- Михайло Осінчук (математика, фізика)
- Василь Ратальський (польська мова)
- Микола Байрак (історія та географія)
- о. Евген Коленський (українська мова, історія та географія)
- о. Северин Сапрун (спів, німецька мова, гімнастика)
- о. Петро Подоляк (релігія та педагогіка).

Серед відомих викладачів семінарії були: о. Северин Сапрун — викладав релігію (катехізм) та спів до 1923 року, скульпторка Наталка Мілян — викладала малювання та ручну працю у 1926 — 1928 роках. У семінарії під керівництвом Івана Чмоли діяв 31–й курінь імені Софії Галечко.
У 1936 році жіноча вчителька семінарія сестер Василіянок припинила своє існування через шкільну реформу 1932 року, відповідно до якої учительські семінарії потрібно було реорганізувати в педагогічні ліцеї. Керівництво гімназії була реорганізована в «: Приватну жіночу гімназію сестер Василіянок у Дрогобичі» з чотирирічним навчанням та з подальшим продовженням у дворічний ліцей, який діяв до 1939 року, до «визволення» Дрогобича радянською владою.

## Директори семинарії
- о. Полієвкт Кміт
- Микола Байрак
- о. Онуфрій Гадзевич
- о. Євген Громницький
- Микола Григорійчук